# Rectangulipalpus
Rectangulipalpus là một chi bướm đêm thuộc họ Erebidae.